# Henry Stephens (agriculteur)
Henry Stephens (25 juillet 1795 - 5 juillet 1874) était un fermier écossais du XIXe siècle, météorologue et auteur agricole.
Son livre de la ferme en plusieurs volumes était un texte standard pendant environ soixante-dix ans après sa première édition en 1844.

## Vie
Henry Stephens est né à Keerpoy, au Bengale, fils du docteur Andrew Stephens, chirurgien de la Compagnie des Indes. À la mort de son père en 1806, sa famille retourna à Dundee, dans l'est de l'Écosse, et Henry fit ses études à la Dundee Grammar School et à la Dundee Academy. Stephens a ensuite assisté à des conférences sur l'agriculture et la chimie agricole à l'Université d'Edimbourg. Il est ensuite devenu élève et employé de ferme d'un agriculteur du Berwickshire nommé George Brown, afin d'acquérir une expérience pratique. Sa mère Sarah Stephens est décédée en 1832 à Keerpoy, âgée de 66 ans, épouse de feu Andrew Stephens, esq, de Keerpoy.
Il effectue une tournée de l'Europe continentale entre 1818 et 1819, axée sur les techniques et les sites agricoles. Entre 1820 et 1830, il exploite sa propre terre à Balmadies à Angus, en utilisant des méthodes progressives et expérimentales. En 1830, il reprit la ferme Redbraes entre Edimbourg et Leith. En 1837, il abandonna l'agriculture et passa le reste de sa vie à écrire des œuvres faisant la promotion de pratiques agricoles avancées, documentant les pratiques traditionnelles et familiarisant le public avec les principes de base de la science agricole.
Stephens publia commercialement ses premières œuvres écrites en 1841. Son livre "The Book of the Farm", paru en 1841, a publié de nombreuses éditions et est devenu l'ouvrage de référence standard de l'agriculture de l'époque victorienne en Grande-Bretagne et est resté le manuel d'agriculture standard. dans l'époque édouardienne.
En 1843, il fut élu membre de la Royal Society of Edinburgh, son professeur étant le professeur Patrick Neill.
Stephens est décédé à la maison, à Redbraes Cottage, près de Broughton Road, à Édimbourg. Il a été enterré à proximité, à l'entrée ouest (scellée) du cimetière Rosebank. Il n'était pas marié et n'avait pas d'enfants.